# Степан Кеворков
Кеворков Степан Агабекович (вірм. Ստեփան Կևորկով; 1 квітня 1903, Москва — 15 серпня 1991, Єреван) — вірменський кінорежисер. Народний артист СРСР (1970). Лауреат Державної премії Вірменії (1967).
Закінчив Державний технікум кінематографії (1930).
Був асистентом О. Довженка у фільмі «Аероград» (1935). В 1949—1951 рр. — директор кіностудії «Вірменфільм». Поставив стрічки: «Особисто відомий» (1958, у співавт.), «Дорога» (1961), «Надзвичайне доручення» (1965, у співавторстві), «Вибух після опівночі» (1969, у співавторстві) та ін.